# Hôtel de Ville (Melun)
Koordinaten: 48° 32′ 23,7″ N, 2° 39′ 39″ O

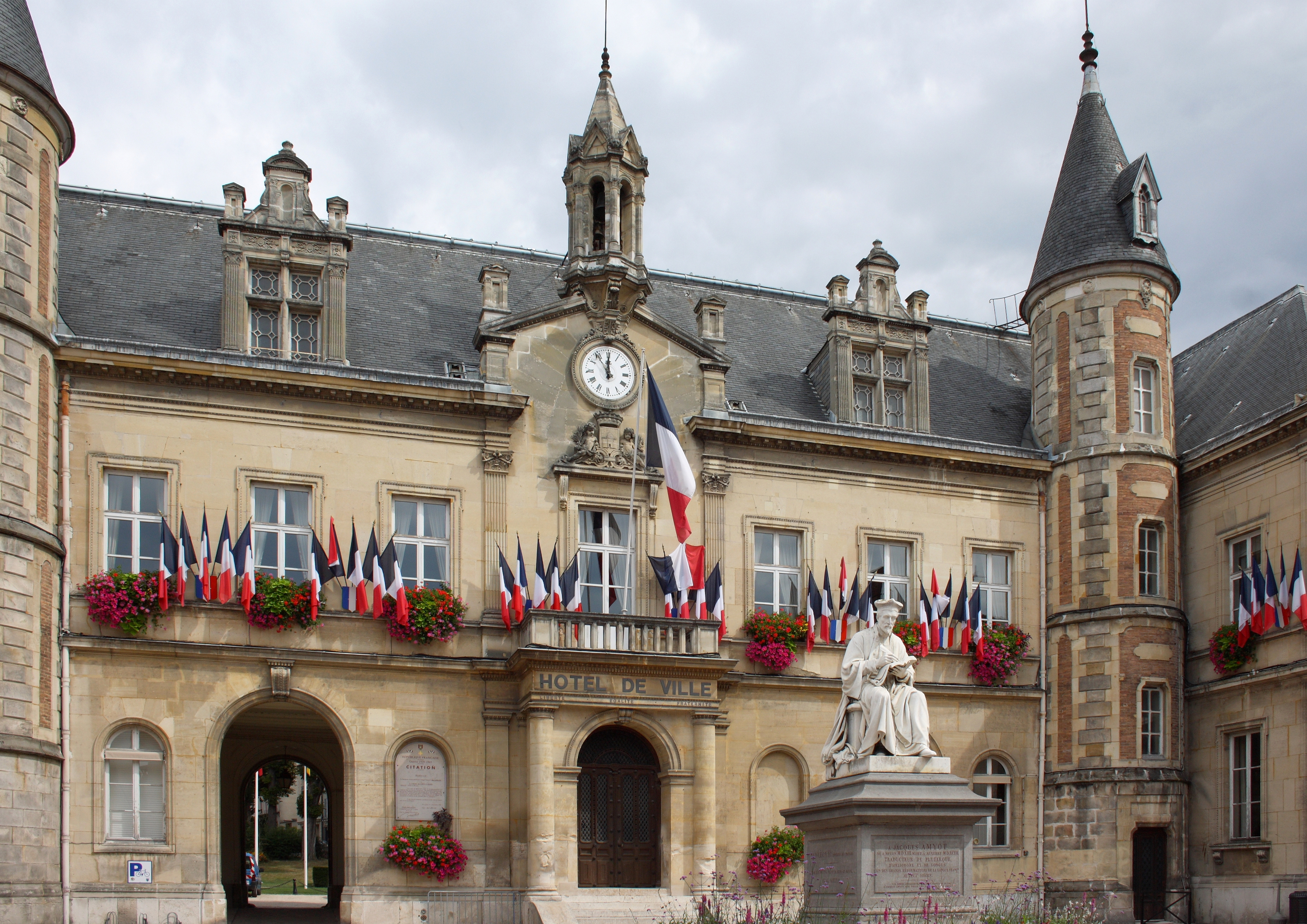
Hôtel de Ville in Melun, im Vordergrund ein Denkmal für Jacques Amyot

Das Hôtel de Ville (deutsch Rathaus) in Melun, einer französischen Stadt und Sitz der Präfektur des Départements Seine-et-Marne, wurde von 1847 bis 1850 errichtet. Das Hôtel de Ville an der Rue Paul-Doumer wurde nach den Plänen des Architekten Jean-Jacques Gilson erbaut.

## Architektur
In den zweigeschossigen Bau wurde ein Treppenturm aus Ziegelsteinen des ehemaligen Klosters integriert, das sich an der Stelle des heutigen Rathauses befand. Der Bildhauer Eugène Godin, der auch die Statue von Jacques Amyot auf dem Vorplatz schuf, war für die Steinmetzarbeiten verantwortlich.
Das rundbogige Portal wird von Säulen flankiert. Darüber befindet sich ein Altan zwischen Pilastern, der vom Wappen der Stadt Melun, einer Uhr und einem Türmchen mit Glocke bekrönt wird. Die Dachfenster sind reich mit Steingewänden und Akroterien geschmückt.